# スウィン・キャッシュ
スウィン・キャッシュ（Swintayla Marie "Swin" Cash、1979年9月22日 - ）は、アメリカ合衆国の女子プロバスケットボール選手である。ポジションはフォワード。WNBAのニューヨーク・リバティ所属。

## 来歴
マッキーズポートエリア高校からコネチカット大学に進学、NCAA1部で2000年と2002年の2度優勝、コネチカット大学殿堂入りも果たしている。
2002年のWNBAドラフト全体2位でデトロイト・ショックに指名され契約。1年目よりショックのWNBA優勝に貢献。翌2003年にはオールスターゲーム出場、2004年にはアテネオリンピック金メダル獲得。
WNBAオフシーズンには「NBA FAST BREAK」の解説者を務めた。また、映画「チアーズ3」にも本人役で出演した。
2008年、シアトル・ストーム、2012年はシカゴ・スカイ、2014年はアトランタ・ドリーム、さらにシーズン途中でニューヨーク・リバティに移籍。
2010年世界選手権、2012年ロンドンオリンピックいずれも出場し金メダル獲得。

## 経歴

### 大学
- 1998-2002 : コネチカット大学

### WNBA
- 2002–2007 : デトロイト・ショック
- 2008–2011 : シアトル・ストーム
- 2012–2013 : シカゴ・スカイ
- 2014 : アトランタ・ドリーム
- 2014– : ニューヨーク・リバティ

### 国外クラブ
- 2003–2004 : VBM-SGAU Samara
- 2008–2009 : ZVVZ USK Prague